# Religioni in Australia
Il cristianesimo è la religione più diffusa in Australia. Secondo il censimento del 2016, i cristiani sono circa il 52% della popolazione e sono in maggioranza protestanti; l’8% circa della popolazione segue altre religioni, il 30% circa della popolazione non segue alcuna religione e il 10% circa della popolazione non specifica la propria affiliazione religiosa. Secondo stime dell'Association of Religion Data Archives (ARDA) riferite al 2015, i cristiani rappresentano circa il 59% della popolazione; l'8,8% della popolazione segue altre religioni; il 25,2% della popolazione non segue alcuna religione e il restante 7% della popolazione non dichiara la propria affiliazione religiosa.

## Religioni presenti

### Cristianesimo
Secondo il censimento del 2016, i protestanti rappresentano il 23,1% della popolazione, i cattolici il 22,6%, della popolazione e gli ortodossi il 2,3%, mentre i cristiani di altre denominazioni rappresentano il 4,2% della popolazione.
La maggiore denominazione protestante australiana è costituita dalla Chiesa anglicana d'Australia, che rappresenta il 13,3% della popolazione; segue la Chiesa unita d'Australia, che rappresenta il 3,7% della popolazione e riunisce metodisti, congregazionalisti e la maggioranza dei presbiteriani australiani. Gli altri principali gruppi protestanti presenti nel Paese sono: i calvinisti e una minoranza di presbiteriani rimasti nella Chiesa presbiteriana d'Australia, che insieme rappresentano il 2,3% della popolazione; i battisti; i luterani; i pentecostali.
La Chiesa cattolica in Australia è rappresentata principalmente dalla Chiesa latina, presente con 7 arcidiocesi, 21 diocesi, un ordinariato militare e un ordinariato personale. Le Chiese cattoliche di rito orientale sono presenti con 6 eparchie. 
La Chiesa ortodossa è presente in Australia principalmente con la Chiesa greco-ortodossa, la Chiesa greco-ortodossa di Antiochia, la Chiesa ortodossa serba. È inoltre presente la Chiesa assira d'Oriente. 
Fra i cristiani di altre denominazioni, sono presenti i Testimoni di Geova, la Chiesa di Gesù Cristo dei Santi degli Ultimi Giorni (i Mormoni) e la Chiesa di Cristo.

### Altre religioni
Tra le religioni non cristiane, in Australia sono presenti: l'islam, che rappresenta il 2,6% della popolazione; il buddhismo, che rappresenta il 2,4% della popolazione; l'induismo, che rappresenta l'1,9% della popolazione; il sikhismo, che rappresenta lo 0,5% della popolazione; l'ebraismo, che rappresenta lo 0,4% della popolazione. Altre religioni rappresentano complessivamente lo 0,4% della popolazione e tra queste vi sono piccoli gruppi di bahai, giainisti, zoroastriani e seguaci della religione tradizionale cinese. Sono presenti anche due religioni neopagane, il druidismo e la wicca.

### Religioni indigene
Le religioni indigene australiane sono ancora seguite da piccoli gruppi che rappresentano lo 0,04% della popolazione.